# Cybernetyka społeczna
Cybernetyka społeczna, socjocybernetyka (gr. [κυβερνήτης] kybernetes – „sternik; zarządca”, od [κυβερνᾶν] kybernán – „sterować; kontrolować”, ang. social cybernetics) – nauka o procesach, celach i metodach sterowania społeczeństwem. Ujmując ją inaczej: interdyscyplinarne podejście do badania systemów społecznych z wykorzystaniem koncepcji cybernetyki oraz teorii systemów. Czerpie inspirację z tzw. cybernetyki drugiego rzędu, koncentrującej się na autoreferencyjności i zdolności systemów do samoregulacji.

## Założenia
Socjocybernetyka zakłada, że społeczeństwa mogą być analizowane jako systemy dynamiczne, w których interakcje między jednostkami i instytucjami podlegają określonym regułom. Kluczowe koncepcje obejmują:
- Autoreferencyjność – zdolność systemów społecznych do analizowania i przekształcania własnych struktur.
- Sprzężenie zwrotne – mechanizmy regulacyjne wpływające na stabilność i zmiany w systemie.
- Systemy autopojetyczne – rozumienie organizacji społecznych jako struktur samopodtrzymujących się.

## Zastosowania
Socjocybernetyka znajduje zastosowanie w analizie polityki, ekonomii, organizacji społecznych oraz systemów zarządzania. Niektórzy badacze próbują wykorzystać jej założenia do usprawnienia procesów decyzyjnych w demokracji uczestniczącej czy zarządzaniu instytucjami publicznymi.

## Krytyka
Podejście to bywa krytykowane za nieprecyzyjność i nadmierne operowanie abstrakcyjnymi pojęciami bez jasno określonej metodologii badawczej. Niektórzy badacze wskazują na ograniczoną empiryczną weryfikowalność teorii oraz jej skłonność do nadmiernego teoretyzowania kosztem praktycznych zastosowań. Psycho- i socjocybernetyka tworzona była w krajach bloku wschodniego, zwłaszcza w ZSRR, jako propagandowa odpowiedź władz sowieckich na cybernetykę Norberta Wienera.  Wielu naukowców uważa takie komunistyczne klony cybernetyki za pseudonaukę, które zniknęły wraz z rozpadem ZSRR. 

## Historia i rozwój
Początki socjocybernetyki sięgają połowy XX wieku, kiedy badacze zaczęli stosować idee cybernetyki w naukach społecznych. W kolejnych dekadach koncepcja ta rozwijała się głównie w ramach teorii systemów, a jej współczesne wersje koncentrują się na problematyce złożonych systemów adaptacyjnych.

### Socjocybernetyka w Polsce
Odmienne podejście od cybernetyki rozwijanej na zachodzie i wschodzie reprezentowali przedstawiciele tzw. polskiej szkoły psychocybernetyki i cybernetyki społecznej: Marian Mazur, Józef Kossecki, Zbigniew F. Zaniewski, Olgierd Cetwiński, Władysław Szostak, Jolanta Wilsz, czy Wiesław W. Szczęsny. Marian Mazur opracował podstawy teoretyczne umożliwiające przedstawianie zjawisk społecznych w sposób (według niego) ścisły (m.in. rozróżnianie funkcji systemów od oddzielności przestrzennej obiektów) i stochastyczny (prawdopodobnościowy), w którym określonemu bodźcowi może odpowiadać wiele różnych następstw (reakcji), zależnych od aktualnych stanów oddziałujących ze sobą systemów. Jego teoria systemów autonomicznych („autonomów”), którą opublikował w swej książce „Cybernetyczna teoria układów samodzielnych” (1966), a następnie rozwinął w pracy „Cybernetyka i charakter” (1976). Na bazie omawianej teorii Józef Kossecki opracował podstawy teoretyczne polskiej szkoły „cybernetyki społecznej”. Wiesław W. Szczęsny pracujący głównie na UW rozwijał koncepcje M. Mazura w zakresie teorii wychowania, a zwłaszcza antropologii systemowej. Zbigniew F. Zaniewski stworzył zasady taryfikatorów kwalifikacyjnych, czy opisów stanowisk pracy – InPOST, zaś w latach 1980. zajmował się również zastosowaniem wspomnianej teorii w kryminologii.